# Монастырь Гориоч
Монастырь Гориоч (серб. Манастир Гориоч, алб. Manastiri i Gorioçit) — монастырь Сербской православной церкви, находящийся на возвышении Бела-Стена, к северо-западу от города Исток в Северном Косове. Состоит из церкви Святого Николая, монастырских келий и колокольни.

## История
Монастырь Гориоч, согласно легенде, был построен королём Стефаном Урошом III Дечанским: таким образом он отблагодарил Святого Николая, которому молился об исцелении своих глаз, пострадавших во время пожара. Этимология подтверждает название этого монастыря. До наших дней не сохранилась церковь Святого Николая в первозданном виде: она была перестроена в XVI, XVIII и начале XX века. Речь идёт о простой, однонефной церкви, в которой хранятся 11 икон, написанных в XVI, XVII и XVIII веках. В первозданном виде остались колокольня, кельи и фонтан.
В монастыре ранее также была библиотека с различными рукописями и книгами, датируемыми XIV и XV веками. Их вывез в 1856 году в Санкт-Петербург русский учёный-славяновед А. Ф. Гильфердинг; в настоящее время отдельные книги из этой библиотеки хранятся в Санкт-Петербурге.
В годы Второй мировой войны Гориоч был разграблен албанцами, которые превратили его в тюрьму и содержали там пленных сербов. В 1999 году во время Косовской войны бойцы Армии освобождения Косова разрушили монастырь после того, как силы Югославской народной армии покинули край. После окончания конфликта он был восстановлен. В настоящий момент монастырь Гориоч является памятником культурного наследия Сербии исключительной важности

## Галерея

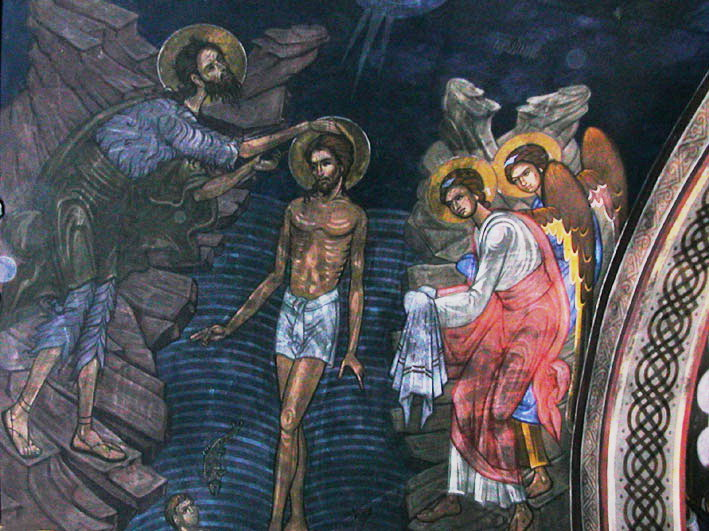
Фрески в церкви Святого Николая
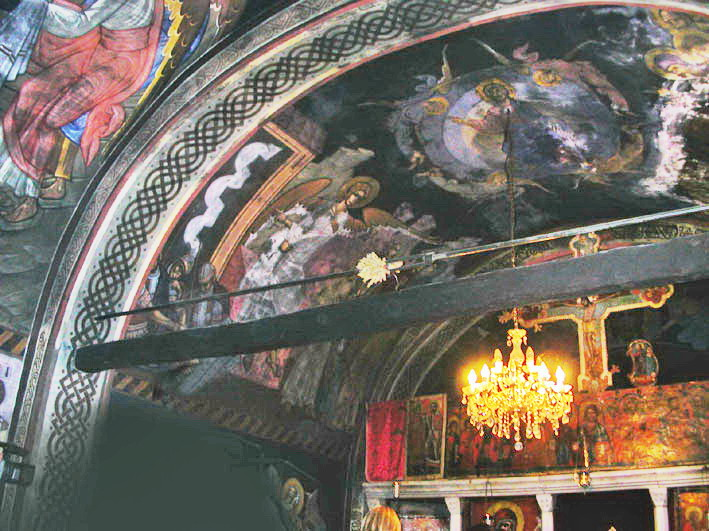
Фрески в церкви Святого Николая
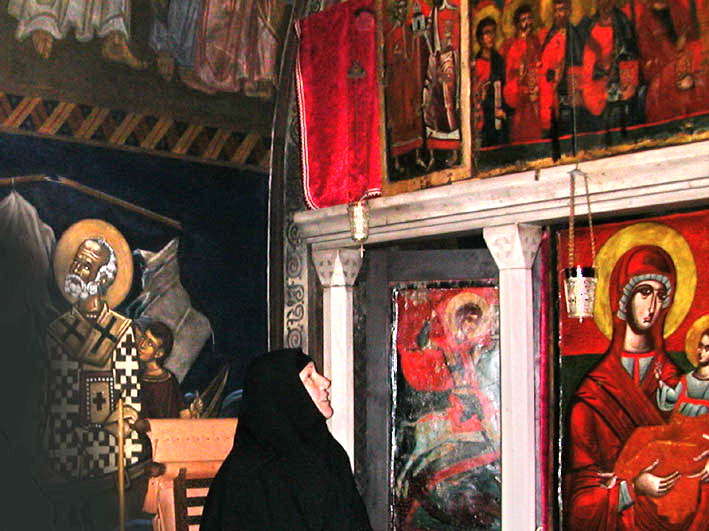
Иконы в церкви Святого Николая
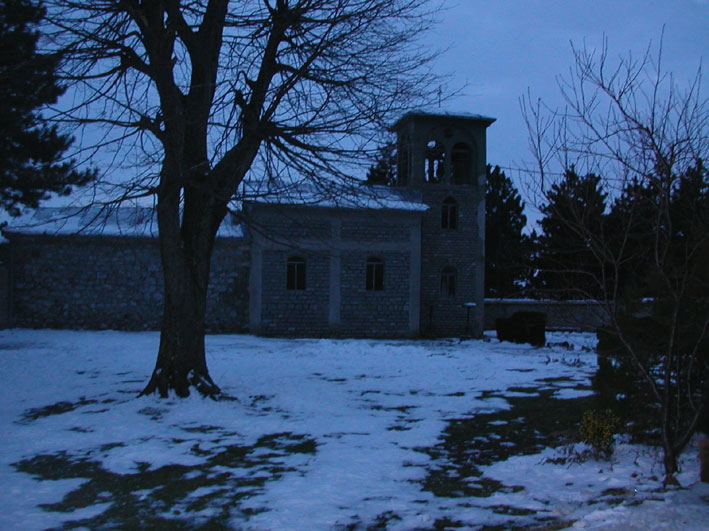
Церковь Святителя Николая
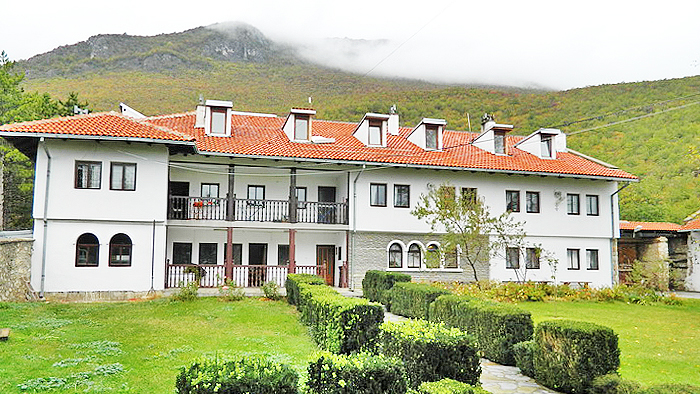
Монастырский корпус в монастыре Гориоч